# Эдмонтон (футбольный клуб)
«Э́дмонтон» (англ. FC Edmonton) — бывший канадский профессиональный футбольный клуб из города Эдмонтон, провинции Альберта. С 2019 по 2022 годы выступал в Канадской премьер-лиге. С 2011 по 2017 годы выступал в Североамериканской футбольной лиге, втором по силе футбольном чемпионате США и Канады.

## История
Клуб был основан в феврале 2010 года Дэйвом и Томом Фазами.
Свой первый матч команда провела 16 июня 2010 года с «Монреаль Импакт», в котором одержала победу со счётом 3:0.
1 июля 2010 команда провела товарищеский матч против сборной вооруженных сил Канады.
В декабре первый главный тренер в истории команды Дуайт Лодевегес и его помощник Ханс Шрайвер были отправлены в отставку, а место нового главного тренера занял Харри Синкгравен.
В 2011 году клуб вошёл в состав NASL.
Свой первый официальный матч команда провела 9 апреля 2011 года против «Форт-Лодердейл Страйкерс», в котором одержала победу со счётом 2:1. Первый гол в истории клуба забил Шон Сайко.
Ханс Шрайвер вернулся в команду в качестве помощника главного тренера в 2012 году. Синкгравен и Шрайвер были отправлены в отставку 28 сентября 2012 году после того, как команда не прошла в плей-офф.
27 ноября 2012 года новым главным тренером клуба был назначен Колин Миллер.
24 ноября 2017 года ФК «Эдмонтон» объявил о выходе из Североамериканской футбольной лиги и прекращении деятельности, но академия клуба была сохранена.
5 июня 2018 года было объявлено, что к новообразованной Канадской премьер-лиге присоединится клуб из Эдмонтона. Три дня спустя ФК «Эдмонтон» объявил о своём возвращении в профессиональный футбол. 3 июля клуб назначил бывшего помощника главного тренера и технического директора академии Джеффа Поласа главным тренером.

## Главные тренеры
- Дуайт Лодевегес (2010)
- Харри Синкгравен (2010—2012)
- Колин Миллер (2012—2017)
- Джефф Полас (2019—2020)
- Алан Кох  (2020 — 2022)

## Форма

### Домашняя
| 2012 | 2019 | 2020 | 2021 |

### Гостевая
| 2012 | 2019 | 2020 |